# Angus-Sanderson
Angus-Sanderson var en engelsk bilmodell som tillverkades från 1919 till 1927 av Sir William Angus, Sanderson & Company Ltd. Omkring 3000 bilar tillverkades. 